# Peresopnica
Peresopnica (ukr. Пересопниця) – wieś na Ukrainie w rejonie rówieńskim obwodu rówieńskiego. Leży nad rzeką Stubłą będącą lewym dopływem Horynia.

## Historia
Gród Peresopnica był w XII i XIII wieku stolicą księstwa rządzonego przez Rurykowiczów. Książę Mścisław Niemy ufundował tu monaster prawosławny. W 1240 gród spalony podczas najazdu mongolskiego. W 1501 dobra peresopnickie otrzymali Czartoryscy od króla Aleksandra Jagiellończyka. W 1561 w monasterze ukończono Ewangeliarz peresopnicki, przekład Ewangelii z języka staro-cerkiewno-słowiańskiego na staroruski.